# Papa Anastasie al II-lea
Papa Anastasie al II-lea (n.  ?, Roma, Imperiul Roman – d. 19 noiembrie 498 d.Hr., Roma, Regatul Ostrogot⁠(d)) a fost  Papă al Romei în perioada 24 noiembrie 496 - 16 noiembrie 498.
Papa Anastasie al II-lea, spre deosebire de predecesorii săi, a încercat o reconciliere cu Bisericile din Răsărit, deschizând chiar o ambasadă la Constantinopol. Pentru a deschide poarta reconcilierii, papa trebuia să facă o mișcare diplomatică destul de abilă, în schimbul recunoașterii lui Theodoric cel Mare ca rege oficial al Italiei din partea împăratului răsăritean, era nevoit să adopte o poziție mai puțin dură față de erezia monofizită. Totuși acest lucru nu avea să se întâmple, fiindcă chiar în sânul Bisericii Apusene s-au iscat mari neînțelegeri asupra poziției radicale sau de compromis în privința ereziei, lucru ce a degenerat într-o schismă.